# The Early Years (album de ZOEgirl)
The Early Years (littéralement les années tôt') est un album de compilation par ZOEgirl, sorti le 15 août 2006. Comme son nom le suggère, l'album est principalement composé de chansons enregistrés sur les deux premiers albums du groupe de filles.  Cependant, on y retrouve également des chansons de leur troisième album, Different Kind of Free. Il est de style rock chrétien.

## Pistes
1. "I Believe" (de leur tout premier album, 2000)
2. "Anything Is Possible" (de leur tout premier album, 2000)
3. "Suddenly" (de leur tout premier album, 2000)
4. "Little Did I Know" (de leur tout premier album, 2000)
5. "Even If" (de Life, 2001)
6. "Dismissed" (de Life, 2001)
7. "Ordinary Day" (de Life, 2001)
8. "Here and Now" (de Life, 2001)
9. "You Get Me" (de Different Kind of Free, 2003)
10. "Inside Out" (de Different Kind of Free, 2003)

## Réception
Cet album de compilation n'a pas paru sur les chartes.